# America the Beautiful (album)
| Recensione | Giudizio |
| ---------- | -------- |
| AllMusic   |          |

America the Beautiful è un album di Gary McFarland, pubblicato dall'etichetta discografica Skye Records nell'aprile del 1969
.

## Tracce

### LP
Lato A
Musiche di Gary McFarland 
Durata totale: 18:05.
1. 1st Movement – On This Site Shall Be Erected...
2. 2nd Movement – 80 Miles an Hour Through Beer-Can Country
3. 3rd Movement – Suburbia: Two Poodles and a Plastic Jesus

Lato B
Musiche di Gary McFarland 
Durata totale: 19:10.
1. 1st Movement – “If I Am Elected…”
2. 2nd Movement – Last Rites for the Promised Land
3. 3rd Movement – Due to a Lack of Interest, Tomorrow Has Been Cancelled

## Musicisti
On This Site Shall Be Erected...
- Gary McFarland – conduttore orchestra
- Marvin Stamm – tromba
- Snooky Young – tromba
- Ernie Royal – tromba
- Bernie Glow – tromba
- Garnett Brown – trombone
- Harvey Phillips – tuba
- Ray Alonge – corno francese
- Jim Buffington – corno francese
- Jerome Richardson – strumento a fiato
- Romeo Penque – strumento a fiato
- Wally Caine – strumento a fiato
- Danny Bank – strumento a fiato
- Joe Farrell – strumento a fiato
- George Ricci – violoncello (solo)
- Warren Bernhardt – pianoforte
- Eric Gayle – chitarra (solo)
- Jerry Jemmott – basso elettrico
- Bill LaVorgna – batteria
- Warren Smith – percussioni

80 Miles an Hour Through Beer-Can Country
- Gary McFarland – conduttore orchestra
- Marvin Stamm – tromba
- Snooky Young – tromba
- Ernie Royal – tromba
- Bernie Glow – tromba
- Garnett Brown – trombone
- Harvey Phillips – tuba
- Roy Alonge – corno francese
- Jim Buffington – corno francese
- Jerome Richardson – strumento a fiato
- Romeo Penque – strumento a fiato (solo)
- Wally Caine – strumento a fiato
- Hubert Laws – strumento a fiato
- Ray Beckenstein – strumento a fiato
- George Ricci – violoncello (solo)
- Al Brown – viola
- Gene Orloff – violino
- Aaron Rosand – violino
- Warren Bernhardt – piano (solo)
- Eric Gayle – chitarra (solo)
- Chuck Rainey – basso elettrico
- Bernard Purdie – batteria
- Warren Smith – percussioni

Suburbia: Two Poodles and a Plastic Jesus
- Gary McFarland – conduttore orchestra
- Marvin Stamm – tromba
- Snooky Young – tromba
- Richard Williams – tromba
- Randy Brecker – tromba
- Garnett Brown – trombone
- Harvey Phillips – tuba
- Roy Alonge – corno francese
- Earl Chapin – corno francese
- Jerome Richardson – strumento a fiato (solo)
- Romeo Penque – strumento a fiato
- Wally Caine – strumento a fiato
- Danny Bank – strumento a fiato
- Joe Farrell – strumento a fiato
- Harvey Shapiro – violoncello
- Warren Bernhardt – piano (solo)
- Eric Gayle – chitarra
- Chuck Rainey – basso elettrico
- Bernard Purdie – batteria
- Warren Smith – percussioni

 “If I Am Elected…” 
- Gary McFarland – conduttore orchestra
- Marvin Stamm – tromba
- Snooky Young – tromba
- Ernie Royal – tromba
- Bernie Glow – tromba
- Garnett Brown – trombone
- Harvey Phillips – tuba
- Roy Alonge – corno francese
- Jim Buffington – corno francese
- Jerome Richardson – strumento a fiato (solo)
- Romeo Penque – strumento a fiato
- Wally Caine – strumento a fiato
- Danny Bank – strumento a fiato
- Joe Farrell – strumento a fiato
- George Ricci – violoncello
- Warren Bernhardt – piano
- Eric Gayle – chitarra
- Jerry Jemmott – basso elettrico
- Bill LaVorgna – batteria
- Warren Smith – percussioni

Last Rites for the Promised Land
- Gary McFarland – conduttore orchestra
- Marvin Stamm – tromba
- Snooky Young – tromba (solo)
- Ernie Royal – tromba
- Bernie Glow – tromba
- Garnett Brown – trombone
- Harvey Phillips – tuba
- Roy Alonge – corno francese
- Jim Buffington – corno francese
- Jerome Richardson – strumento a fiato
- Romeo Penque – strumento a fiato
- Wally Caine – strumento a fiato
- Ray Beckenstein – strumento a fiato
- Hubert Laws – strumento a fiato
- George Ricci – violoncello
- Al Brown – viola (solo)
- Aaron Rosand – violino
- David Nadian – violino
- Warren Bernhardt – piano
- Eric Gayle – chitarra
- Chuck Rainey – basso elettrico
- Bernard Purdie – batteria
- Warren Smith – percussioni

Due to a Lack of Interest, Tomorrow Has Been Cancelled
- Gary McFarland – conduttore orchestra
- Marvin Stamm – tromba (solo)
- Snooky Young – tromba
- Richard Williams – tromba
- Randy Brecker – tromba
- Garnett Brown – trombone
- Harvey Phillips – tuba
- Roy Alonge – corno francese
- Earl Chapin – corno francese
- Jerome Richardson – strumento a fiato
- Romeo Penque – strumento a fiato
- Wally Caine – strumento a fiato
- Danny Bank – strumento a fiato
- Joe Farrell – strumento a fiato
- George Ricci – violoncello
- Warren Bernhardt – piano
- Eric Gayle – chitarra
- Chuck Rainey – basso elettrico
- Bernard Purdie – batteria
- Warren Smith – percussioni

Note aggiuntive
- Norman Schwartz – produttore esecutivo, produttore, note interno copertina album
- Orchestra assemblata da Jerome Richardson
- Illustrazione copertina album di Evelyn J. Kelbish
- Grafica copertina album sotto la supervisione di David Stahlberg
- Registrazioni effettuate il: 16, 18, 21 e 22 ottobre 1968 al A&R Recording Studios di New York City, New York
- Dave Sanders – ingegnere delle registrazioni [2]
- Sull'album originale della Skye Records, Norman Schwartz è menzionato solo come produttore esecutivo, mentre nelle note (ristampe) su LP della Gryphon Records che su CD è riportato come produttore vero e proprio, altre fonti riportano come probabile produttore lo stesso Gary McFarland[3]